# Tocharer
Mit dem Namen Tocharer (lateinisch Tochari, auch Thocari, griechisch Τοχάροι Tocharoi) bezeichneten ursprünglich Autoren der Antike und byzantinischen Epoche Angehörige zentralasiatischer Völker, die in der Regel zu den Skythen gezählt wurden. Die Tocharer galten als eines der Völker aus dem fernsten Asien, außerhalb der bekannten Welt, über die außer dem Namen nur wenig bekannt war. Noch im 14. Jahrhundert bezeichnete der  byzantinische Autor Georgios Pachymeres die Mongolen als Tocharer.
Tocharer gehörten nach den spärlichen antiken Quellen zu den Völkern aus der Steppe, die in der Zeit nach 150 v. Chr. das gräko-baktrische Reich vernichteten. Nach einer häufig vertretenen Hypothese sind sie mit den Yuezhi der chinesischen Quellen identisch. Der antike Geograph Claudius Ptolemäus erwähnt die Tocharer im 2. nachchristlichen Jahrhundert als volkreichen Stamm in Baktrien. Diese bzw. dieser Teil der Tocharer wurden zu Namensgebern für Tocharistan (im nördlichen Afghanistan) von der Spätantike bis ins 13. Jahrhundert.
Um die Wende vom 19. zum 20. Jahrhundert wurden in Ostturkestan, das heute zur chinesischen Region Xinjiang gehört, diverse Schriftstücke in Alphabeten indischer Herkunft gefunden, die sich als Texte in einer bzw. zwei eng verwandten, bislang unbekannten indogermanischen Sprache(n) entpuppten. Aufgrund einer Bezeichnung in einem alt-türkischen Text wurde diese Sprache als „Tocharisch“ bezeichnet und zunächst vermutet, diese Sprache sei die der Eroberer von Baktrien und von dort mit der buddhistischen Mission nach Zentralasien gebracht worden. Später stellten sich diese Sprachen als einheimische Idiome heraus. Die Nachfahren der Tocharer in Baktrien verwendeten zu dieser Zeit die dort gesprochene iranische Sprache. Ob sie vor ihrer Niederlassung in Baktrien ursprünglich eine andere Sprache gesprochen hatten und wie diese Sprache beschaffen war, ist nicht bekannt und umstritten. Von der Sprachbezeichnung her wurde in der historischen und indogermanistischen Literatur die Volksbezeichnung Tocharer für die Sprecher des Tocharischen bzw. für die Bevölkerung im Verbreitungsgebiet der tocharischen Schriftdenkmäler verwendet. Es ist nicht bekannt, welche Ethnie mit dieser Sprache verbunden war und wer sie in welchem Umfang gesprochen hat. Schriftliche Zeugnisse des Tocharischen decken vor allem einen Zeitraum vom 5. bis zum 8. Jahrhundert ab.
Die Bezeichnung Tocharer kann sich demnach auf Verschiedenes beziehen: vage bekannte antike Völker, die zentralasiatischen Eroberer Baktriens, die nur vage bekannten Sprecher der tocharischen Sprache – und schließlich Volksgruppen, denen unterstellt wird, dass sie Tocharisch gesprochen haben.

## Geschichte
Der Geograph Strabon und der Historiker Pompeius Trogus schreiben den antiken Tocharern eine Rolle bei der Eroberung des gräko-baktrischen Reichs und kriegerische Auseinandersetzungen mit den Parthern in der 2. Hälfte des 2. Jahrhunderts v. Chr. zu.
Die antiken Tocharer werden meist mit den Yuezhi (Yüeh-chi) gleichgesetzt, einem Volk, das im Raum der chinesischen Provinz Gansu siedelte. Die Xiongnu besiegten sie 176 v. Chr., wonach die Yuezhi zum größten Teil ins Siebenstromland Zentralasiens auswanderten. Vor dem Jahr 129 v. Chr. überschritten sie den Iaxartes (Syrdarja) und den Oxus (Amu-Darja) und eroberten Baktrien. Unterschieden die ältesten chinesischen Nachrichten, die auf den chinesischen Gesandten Zhang Qian zurückgehen, der dort 129 v. Chr. die Yuezhi besuchte, noch zwischen Yuezhi nördlich und dem unterworfenen Daxia (Baktrien) südlich des Amu-Darja, bezeichneten die späteren chinesischen Quellen mit Yuezhi das frühere Daxia, so dass die Yuezhi zu einem unbekannten Zeitpunkt in der Folgezeit dort niedergelassen haben müssen. Die lateinischen und griechischen Texte nennen das Land weiterhin Baktrien und nennen die Tocharer innerhalb Baktriens ein großes Volk.
Nach den chinesischen Quellen unterteilten die Yuezhi das eroberte Land in fünf Fürstentümer. Einer dieser Fürsten, der Fürst von Guishang unterwarf mehr als 100 Jahre später die anderen Teilfürsten und angrenzende Länder. Das von diesem Herrscher begründete Reich ist nach Münzen und Inschriften und auch sassanidischen Quellen als das Reich von Kuschana oder Kuschan bekannt. Das Reich der Kuschana dehnte sich später über weite Gebiete im heutigen Afghanistan, Pakistan und Indien aus und erreichte unter Kanischka I. seine größte Ausdehnung. Erst nach seinem Niedergang kam der Name Tocharistan für Gebiete in Baktrien auf, in denen einst die antiken Tocharer gesiedelt hatten. In älterer Literatur wird auch oft von Tuhhara oder Toyapot gesprochen.

## Die tocharische Sprache

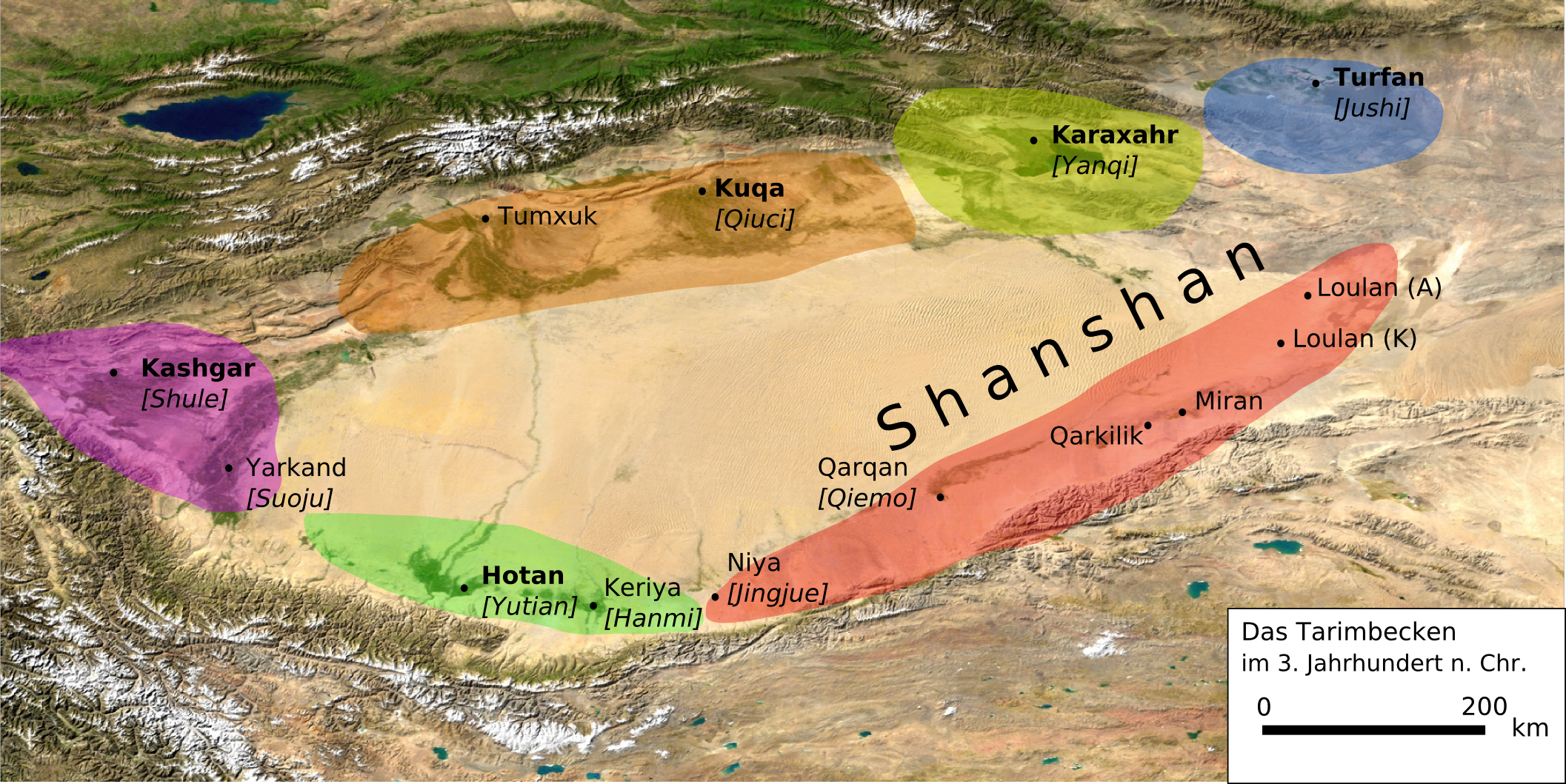
Kleinstaaten (Farbfelder) und wichtigste Handelsstädte im Tarimbecken im 3. Jahrhundert n. Chr.

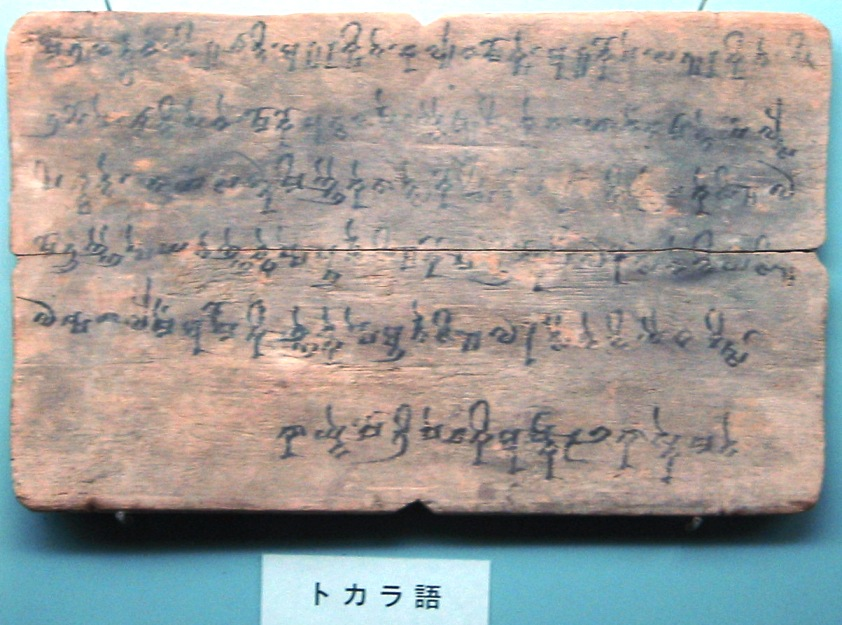
Holztafel mit Inschriften in tocharischer Sprache (Kuqa, China, 5.–8. Jahrhundert, Tokyo National Museum)

Um 1900 entdeckten europäische und japanische Forscher im Tarimbecken Schriftrollen zumeist religiösen, insbesondere buddhistischen Inhalts. Auf den Schriftrollen, die deutsche Forscher im mittelnördlichen und nordöstlichen Tarimbecken bei den Oasenstädten Aksu und Umgebung im Westen über Kuqa, Karaschahr bis Turpan im Nordosten fanden und die ins 6.–8. Jahrhundert datiert werden konnten, entdeckte man in indischer Schrift eine unbekannte Sprache.
Aufgrund einer Übersetzerbemerkung in einem altuigurischen Text fand man heraus, dass die Uiguren diese Sprache als twgry bezeichneten, und stellte eine Beziehung zu den Tocharern her. Diese Zuordnung war aber von Anfang an umstritten. Etliche Grundlagen dieser Zuordnung wurden später widerlegt und eine Zuordnung dieser Sprachen zu den Wusun vermutet.
Ab etwa 800 erlischt das bis dahin neben dem altuigurischen Schrifttum bestehende Schrifttum in tocharischer Sprache. Inwieweit es sich zu diesem Zeitpunkt noch um eine lebende Sprache gehandelt hat, ist ungeklärt.
Das Tocharische ist eine indogermanische Sprache und am nächsten mit dem ebenfalls nur unvollständig überlieferten Hethitisch verwandt. Das Tocharische wird oft als altertümliche indogermanische Sprache angesehen, die sich nach dem Hethitischen von der gemeinsamen Entwicklung der später ausdifferenzierten indogermanischen Sprachen gelöst habe. Diese Annahme vernachlässigt jedoch die enormen Veränderungen durch die jeweiligen Sub- und Adstratsprachen. Die Einordnung nur nach dem Merkmal „Kentum-Sprache“ ist dagegen seit langem überholt.

## Die eteotocharische Sprache
Eine Reihe kurzer Inschriften aus dem Zeitraum zwischen ca. 200 v. und 700 n. Chr. in Zentralasien in einem Gebiet, das heute von den Staaten Kasachstan, Usbekistan, Tadschikistan und dem Norden Afghanistans eingenommen wird, benutzt eine sonst nicht bekannte Schrift, die bislang als „unbekannte Kuschana-Schrift“ (Unknown Kushan Script) bekannt wurde. Diese Schrift wird auch in einer trilinguen Inschrift vom Dašt-i Nāwur und einer Bilingue aus der Almosi-Schlucht im Nordwesten Tadschikistans verwendet. Nachdem eine Forschungsgruppe an der Universität Köln erste Erfolge in der Entzifferung der Schrift erzielt hatte, wurde die Sprache dieser Inschriften, die als mitteliranische Sprache erkannt wurde, vorläufig als eteotocharische Sprache bezeichnet; für die Schrift wurde der Name (Issyk-)Kushan-Schrift vorgeschlagen. Wer die Verwender dieser Sprache waren, seit alters ansässige Ethnien oder nomadische Eindringlinge wie die Tocharer, ist bislang nicht bekannt.

## Mumienfunde
Den „Tocharern“ als den Sprechern der tocharischen Sprachen werden auch Mumien von Menschen mit oft europidem Erscheinungsbild zugerechnet, die im Tarimbecken gefunden wurden.
In der Ördek-Nekropole und einigen weiteren Fundplätzen im nordöstlichen Tarimbecken zwischen den Oasenstädten Turfan und Kucha wurden im trockenen, sandigen Wüstenklima der Taklamakan und der Wüste Lop Nor mumifizierte Leichname untersucht. Die älteren Mumien waren relativ groß (z. B. 1,76 Meter) und mit westlichen Gesichtszügen und hellen Haarfarben, die jüngeren Mumien dagegen stärker ostasiatisch. Die reguläre Bestattung erfolgte in Grabkammern. Die Mumien datieren auf Zeiträume von 1800 bis 1200 v. Chr. und auf 200 v. Chr. bis 800 n. Chr. Aufgrund der Lage der Nekropole werden sie den Bevölkerungen von Kucha und Turfan zugeordnet. Ihre Anthropologie und Textilwebtechnik lassen eine Zuwanderung aus dem Westen vermuten. Auch die durchgeführten Gen-Analysen stützen die Einordnung. Ob ethnische Beziehungen zu den Tocharern bestehen und welche Verbindungen zu indogermanischen Völkern überhaupt anzunehmen sind, ist strittig.
Man vermutet, dass sich das kulturelle und sprachliche Profil dieser Bevölkerung im ausgehenden 1. Jahrtausend v. Chr. herausbildete, möglicherweise in Verbindung mit der Afanasevo-Kultur im Altaigebirge und im Flusstal des Jenissei. Von dort waren nach einer archäologisch untermauerten Hypothese eventuell Menschen der Afanasevo-Kultur im 2. Jahrtausend v. Chr. ins Tarimbecken gewandert.
Einzelne Mumien weisen chirurgische Nähte auf, die mit Pferdehaar gemacht wurden. Weibliche Mumien hatten Beutel bei sich, die heilende Pflanzen enthielten, sowie ein kleines Messer, vermutlich um diese zu zerkleinern.

## Belege
1. ↑  Gyula Moravcsik: Byzantinoturcica. Band 2: Sprachreste der Türkvölker in den byzantinischen Quellen (Magyar-görög tanulmányok – Ungroellēnikai meletai Band 21), Királyi Magyar Pázmány Péter Tudományegyetemi Görög Filológiai Intézet, Budapest 1943, S. 276.
2. ↑  Klaudios Ptolemaios: Handbuch der Geographie. Band 2: Buch 5–8 und Indices. Griechisch – deutsch. Herausgegeben von Alfred Stückelberger und Gerd Graßhoff. Schwabe, Basel 2006, ISBN 3-7965-2148-7, S. 649.
3. ↑  James P. Mallory: The Problem of Tocharian Origins: An Archaeological Perspective (= Sino-Platonic Papers. Nr. 259). University of Pennsylvania – Department of Asian Languages and Civilizations, Philadelphia PA 2015, Zusammenfassung S. 46–52, (Digitalisat).
4. ↑  Friedrich W. K. Müller: Beitrag zur genaueren Bestimmung der unbekannten Sprachen Mittelasiens. In: Sitzungsberichte der königlich preussischen Akademie der Wissenschaften. Halbband 2, 1907, S. 958–961; ihm folgend Emil Sieg, Wilhelm Siegling: Tocharisch, die Sprache der Indoskythen. Vorläufige Bemerkungen über eine bisher unbekannte indogermanische Literatursprache. In: Sitzungsberichte der königlich preussischen Akademie der Wissenschaften. Halbband 2, 1908, S. 915–934.
5. ↑  Walter B. Henning: The Argi and the “Tokharians”. In: Bulletin of the School of Oriental Studies. Band 9, Nr. 3, 1938, S. 545–571, doi:10.1017/S0041977X0007837X; und derselbe: The Name of the “Tokharian” Language. In: Asia Major. New Series Band 1, Teil 2, 1949, S. 158–162, (Digitalisat).
6. ↑   Bouckaert et al. 2013, Letters: Corrections and Clarifications. Reports: “Mapping the origins and expansion of the Indo-European language family”, 20 DECEMBER 2013, VOL342, SCIENCE
7. ↑  Michael Meier-Brügger, Indogermanische Sprachwissenschaft, L339
8. ↑  Robert S.P. Beekes, Comparative Indo-European Linguistics, [11.3.4. Centum and Satem languages "... was formerly held ...]
9. ↑  Holm, Hans J. (2017): Steppe Homeland of Indo–Europeans Favored by a Bayesian Approach with Revised Data and Processing - Updated Bayesian approach, with archeological and linguistic parallels. Glottometrics 37: 54-81. Bochum: RAM-Verlag 2017
10. 1 2  Kölner Forschungsgruppe entziffert rätselhafte Schrift aus der Antike
11. ↑  Harry Falk: Wema Takhtu, the graveyard near Almosi, and the end of an “Unknown” script. In: Sōka Daigaku Kokusai Bukkyōgaku Kōtō Kenkyūjo nempō - Annual Report of The International Research Institute for Advanced Buddhology at Soka University.XXVI 2023, S. 253–264.
12. ↑  Svenja Bonmann et al.: A Partial Decipherment of the Unknown Kushan Script In: Transactions of the Philological Society.121, Nr. 2 2023, S. 293–329, 325 doi:10.1111/1467-968X.12269
13. ↑  James P. Mallory, Victor H. Mair: The Tarim Mummies. Ancient China and the Mystery of the Earliest Peoples from the West. 2000.